# Tutti Camarata
Salvatore „Tutti“ oder „Toots“ Camarata (* 11. Mai 1913 in Glen Ridge, New Jersey; † 20. April 2005 in Burbank, Kalifornien) war ein US-amerikanischer Jazztrompeter, Bandleader, Arrangeur, Komponist und Musikproduzent.

## Leben und Wirken
Camarata begann seine Karriere als Trompeter bei Jimmy und Tommy Dorsey sowie bei Benny Goodman; schließlich wurde er Lead-Trompeter und Arrangeur bei Jimmy Dorsey. Daneben arrangierte er für Glen Gray und dessen Casa Loma Orchestra, Benny Goodman, Louis Armstrong, Bing Crosby, Billie Holiday, Ella Fitzgerald oder Duke Ellington. Er orchestrierte auch eine Aufnahmesession des Violinisten Jascha Heifetz. 1944 arbeitete er bei der britischen Decca und wirkte bei der Gründung von London Records mit. Er orchestrierte bei Aufnahmesessions klassischer Musik von Puccini, Verdi, Bach, Bizet, Tschaikowski und Rachmaninow. In den 1940er Jahren arbeitete er als musikalischer Arrangeur für die Jean Sablon Show auf dem Columbia-Broadcasting-System-Funknetz mit dem Akkordeonisten John Serry senior. 1956 wechselte er zu Walt Disney, für den er das Label Disney Records und bis 1972 als dessen musikalischer Leiter und Produzent diente, meist von Musical-, Easy-Listening- und Kinder-Schallplatten. Für Disney legte er 1957 unter eigenem Namen das Jazz-Album Tutti's Trumpets vor, an dem u. a. Conrad Gozzo, Manny Klein, Pete Candoli, Shorty Sherock und Uan Rasey mitwirkten. 1958 baute er den Studiokomplex Sunset Sound Recorders für Disney auf, in dem er über 300 Alben produzierte, u. a. von George Bruns. Camarata wirkte auch als musikalischer Leiter verschiedener Fernsehserien und Shows wie Startime, The Vic Damone Show und The Alcoa Hour. 1981 erwarb er das Studio The Sound Factory, wo Künstler wie Linda Ronstadt, Ringo Starr, Dolly Parton, Oingo Boingo, Brian Wilson, The Jackson Five, Red Hot Chili Peppers, Lostprophets und The Vines aufnahmen.
2003 wurde ihm die Auszeichnung Disney Legends verliehen.

## Diskographische Hinweise
- Tutti’s Trumpets (Disneyland, 1957)
- Tutti’s Trombones (Buena Vista Records 1971) mit Red Mitchell, Allan Reuss, Ray Crawford, Tommy Tedesco, Dick Nash, Frank Rosolino, Herbie Harper